# Kyjatka růžová
Kyjatka růžová (Macrosiphum rosae) je druh mšice z čeledi mšicovití (Aphididae). Tento drobný savý hmyz se živí mízou růží a dalších rostlin. Je celosvětově rozšířená a způsobuje škody na okrasných rostlinách, především na růžích.

## Popis
Kyjatky růžové mají vřetenovitá těla dlouhá 1,7 až 3,6 mm. Jejich barva se pohybuje od světle zelené přes růžovou až po načervenalou hnědou. Sifunkuli (zadní trubicovité výběžky) jsou dlouhé, zužující se směrem ke konci a černé, což je odlišuje od jiných mšic, například od kyjatek obilných (Metopolophium dirhodum), které mají sifunkuli světlé. Okřídlení jedinci jsou o něco větší (2,2 až 3,4 mm) a na bocích těla mají černé skvrny.

## Rozšíření a životní cyklus
Kyjatka růžová je rozšířena po celém světě s výjimkou východní a jihovýchodní Asie. V Japonsku ji nahrazuje podobný druh Macrosiphum mordvilkoi.
Přezimuje v podobě černých vajíček na růžích, z nichž se na jaře líhnou bezkřídlé samice, které se rozmnožují partenogeneticky. Kolonie se rychle rozrůstají a často se nacházejí na mladých výhonech a poupatech. V létě se vyvíjejí okřídlení jedinci, kteří migrují na jiné rostliny, například na hvězdnicovité (např. bodláky) nebo štětkovité.  Na podzim se vracejí na růže, kde kladou vajíčka.

## Škody
Kyjatky růžové poškozují růže tím, že sají jejich mízu, což deformuje listy a květy. Produkují medovici, která znečišťuje povrch rostlin a podporuje růst černí. Silné zamoření může snížit estetickou hodnotu rostlin a oslabit jejich vitalitu.

## Ochrana
Proti kyjatce růžové lze zasáhnout chemicky použitím insekticidů nebo biologicky pomocí jejich přirozených predátorů, jako jsou slunéčkovití nebo zlatěnky. Preventivní opatření zahrnují pravidelnou kontrolu rostlin a odstranění napadených částí.